# Radulinus
Radulinus is een geslacht van straalvinnige vissen uit de familie van donderpadden (Cottidae).

## Soorten
- Radulinus asprellus Gilbert, 1890
- Radulinus boleoides Gilbert, 1898
- Radulinus taylori (Gilbert, 1912)
- Radulinus vinculus Bolin, 1950